# Inferiolabiata labiata
Inferiolabiata labiata är en nässeldjursart som först beskrevs av Henry Nottidge Moseley 1879.  Inferiolabiata labiata ingår i släktet Inferiolabiata och familjen Stylasteridae. Inga underarter finns listade i Catalogue of Life.